# Panajotis Tsaluchidis
Panajotis (Jotis) Tsaluchidis (gr. Γιώτης Τσαλουχίδης, ur. 30 marca 1963 w Werii) – piłkarz grecki grający na pozycji ofensywnego pomocnika.

## Kariera klubowa
Karierę piłkarską Tsaluchidis rozpoczął w klubie o nazwie PAE Weria. W 1983 roku zadebiutował w drugiej lidze greckiej. W 1986 roku wywalczył z Verią awans do pierwszej ligi. W Verii grał przez 4,5 roku i należał do najskuteczniejszych zawodników klubu.
Na początku 1988 roku Tsaluchidis podpisał kontrakt z Olympiakosem Pireus, gdzie podobnie jak w Verii był podstawowym zawodnikiem. W 1989 roku odniósł z Olympiakosem swój pierwszy sukces, gdy wywalczył wicemistrzostwo kraju. W 1990 roku zdobył Puchar Grecji, a w latach 1991–1992 dwukrotnie z rzędu został wicemistrzem Grecji. W 1992 roku drugi raz wygrał krajowy puchar. Graczem Olympiakosu był do lata 1995 i na zakończenie sezonu 1994/1995 kolejny raz był z Olympiakosem drugi w lidze.
Kolejnym klubem w karierze Tsaluchidisa był PAOK FC. Tam też Grek spędził cały sezon 1995/1996. W 1996 roku wrócił do Verii, a w 1999 roku spadł z nią do drugiej ligi. W trakcie sezonu 1999/2000 zdecydował się zakończyć sportową karierę.
| Sezon   | Klub           | Kraj   | Rozgrywki     | Mecze | Bramki |
| ------- | -------------- | ------ | ------------- | ----- | ------ |
| 1983/84 | PAE Weria      | Grecja | Beta Ethniki  | 33    | 5      |
| 1984/85 | PAE Weria      | Grecja | Beta Ethniki  | 38    | 12     |
| 1985/86 | PAE Weria      | Grecja | Beta Ethniki  | 38    | 11     |
| 1986/87 | PAE Weria      | Grecja | Alpha Ethniki | 26    | 10     |
| 1987/88 | PAE Weria      | Grecja | Alpha Ethniki | 9     | 3      |
| 1987/88 | Olympiakos SFP | Grecja | Alpha Ethniki | 17    | 1      |
| 1988/89 | Olympiakos SFP | Grecja | Alpha Ethniki | 30    | 4      |
| 1989/90 | Olympiakos SFP | Grecja | Alpha Ethniki | 33    | 6      |
| 1990/91 | Olympiakos SFP | Grecja | Alpha Ethniki | 32    | 8      |
| 1991/92 | Olympiakos SFP | Grecja | Alpha Ethniki | 33    | 15     |
| 1992/93 | Olympiakos SFP | Grecja | Alpha Ethniki | 32    | 10     |
| 1993/94 | Olympiakos SFP | Grecja | Alpha Ethniki | 29    | 11     |
| 1994/95 | Olympiakos SFP | Grecja | Alpha Ethniki | 29    | 9      |
| 1995/96 | PAOK FC        | Grecja | Alpha Ethniki | 29    | 9      |
| 1996/97 | PAE Weria      | Grecja | Alpha Ethniki | 29    | 0      |
| 1997/98 | PAE Weria      | Grecja | Alpha Ethniki | 28    | 2      |
| 1998/99 | PAE Weria      | Grecja | Alpha Ethniki | 26    | 0      |
| 1999/00 | PAE Weria      | Grecja | Beta Ethniki  | 9     | 0      |

## Kariera reprezentacyjna
W reprezentacji Grecji Tsaluchidis zadebiutował 7 października 1987 w zremisowanym 2:2 towarzyskim spotkaniu z Rumunią. W 1994 roku został powołany przez selekcjonera Alkietasa Panaguliasa do kadry na Mistrzostwa Świata w USA. Tam wystąpił we dwóch spotkaniach: przegranych 0:4 z Argentyną i 0:2 z Nigerią. Do 1995 roku rozegrał w kadrze narodowej 76 meczów i strzelił 16 goli.